# 西馬音内そば

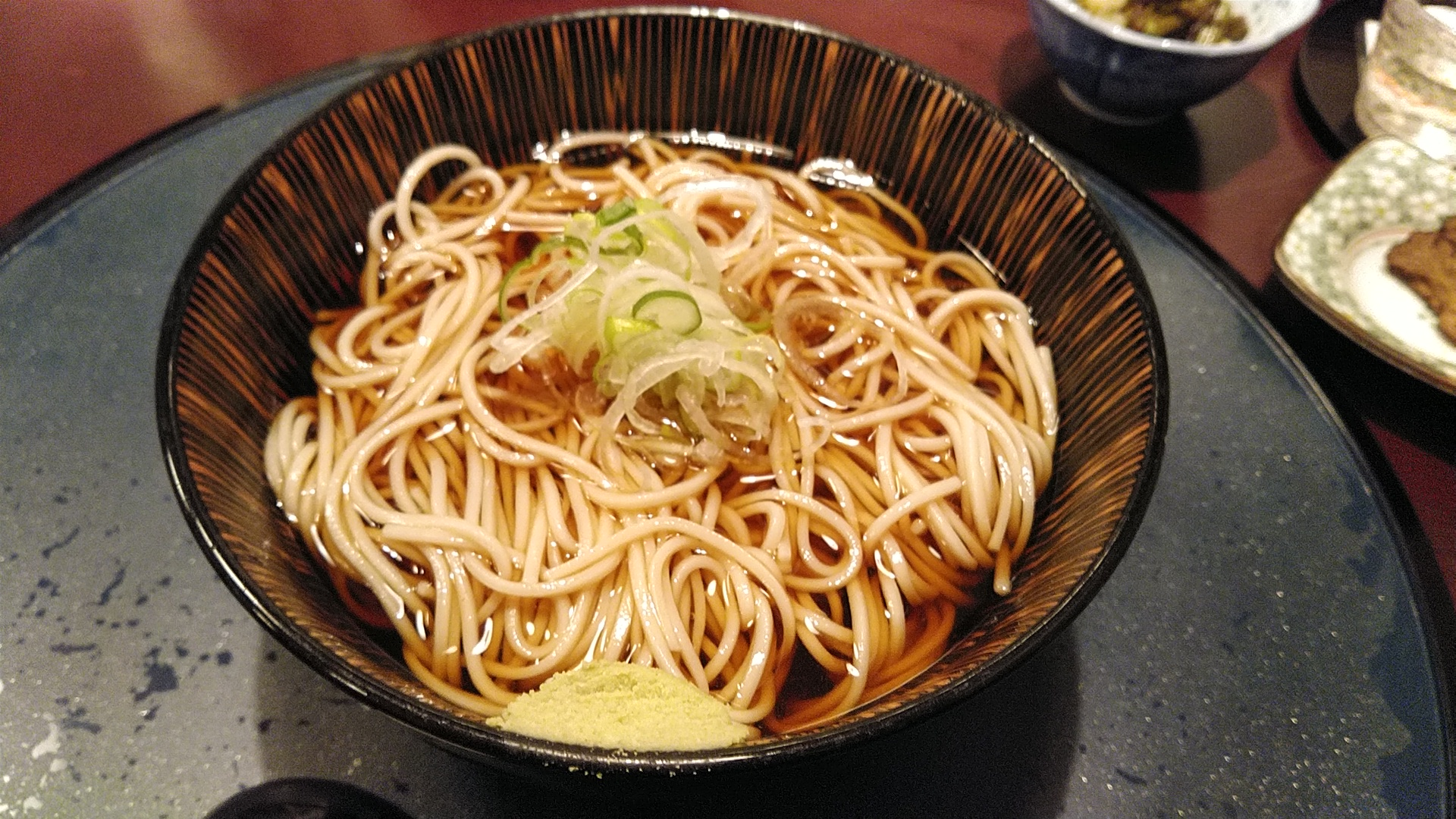
弥助そば（西馬音内そば）

西馬音内そば（にしもないそば）は、秋田県羽後町の郷土料理。「西馬音内の盆踊」と並ぶ羽後町の名物とされる。
弥助そば（やすけそば）とも呼ばれる。

## 概要
つなぎにフノリを使った蕎麦である。冬でも冷たいツユをかける「冷やがけ」が代表的な食しかたである。
羽後町では発祥の店とされる「弥助そばや」をはじめとして西馬音内そばを提供する店がいくつかあり、道の駅うごでは西馬音内そばの蕎麦打ち体験も開催されている。
2024年に文化庁の100年フード「伝統部門」に認定された。

## 発祥
金弥助（こんやすけ）は大坂・砂場で修業した帰りに、新潟でへぎそばと出会ってフノリをつなぎに使うアイデアに着目し、1818年（文政元年）に「弥助そばや」を西馬音内に開業すると、フノリを使った二八蕎麦に冷たいツユをかけて食べる「冷やがけ」として提供した。